# Юрченко, Владимир Васильевич
Влади́мир Васи́льевич Ю́рченко (бел. Уладзімір Васільевіч Юрчанка; 26 января 1989, Могилёв, Белорусская ССР, СССР) — белорусский футболист, нападающий.

## Карьера

### Клубная
Воспитанник могилёвских спортивных школ: «Химволокно», «Днепр-Трансмаш». Первый тренер — Валерий Семёнович Чаплыгин.
В 2006 году Юрченко был приглашён в минское «Динамо» из могилёвского «Днепра». В сезоне того же года дебютировал в чемпионате Беларуси в составе «Динамо». По ходу сезона 2007 года вошёл в основной состав команды.
В январе 2008 года находился на просмотре в петербургском «Зените», принимавшем участие в Кубке чемпионов Содружества 2008. Принял участие во всех четырёх матчах турнира, которые провёл дубль команды, и в каждом матче забил по голу, став лучшим бомбардиром турнира.
Ожидалось, что Юрченко подпишет контракт с «Зенитом», однако он отправился на сбор вместе с раменским «Сатурном», по прошествии которого был подписан контракт на 5 лет. За два сезона, проведённых в «Сатурне», сыграл за команду в 6 матчах чемпионата и забил один мяч. В январе 2010 года был на просмотре в «Химках», в итоге провёл сезон-2010 в аренде в родном Могилёве, защищая цвета «Днепра».
В январе 2011 года «Сатурн» прекратил существование; в феврале Юрченко стал игроком солигорского «Шахтёра»; в июне, в тренировочном матче молодёжной сборной, получил тяжелую травму и выбыл до конца сезона, после которого клубом было принято решение не продлевать с нападающим контракт, истекавший 12 февраля 2012 года и придававший футболисту статус условно свободного агента. 30 марта новый контракт с «Шахтёром» был всё же подписан (на 2 года), а 4 апреля Юрченко официально отдан в годичную аренду «Торпедо-БелАЗ», где пробыл до середины сезона; с 23 июля до конца года находился в аренде в могилёвском «Днепре», игравшем в первой лиге, за который уже выступал; 21 января 2013 года с «Днепром» было подписано арендное соглашение ещё на полгода (до 21 июля) с возможностью дальнейшей пролонгации, которая произошла. В июне-июле безуспешно побывал на просмотрах в самарских «Крыльях Советов» и запорожском «Металлурге».
К началу сезона 2014 вернулся в «Шахтёр», где играл преимущественно за дубль, за основную команду сыграл всего лишь в четырёх матчах, результативными действиями не отметился. В июне был выставлен на трансфер. В июле стало известно, что Юрченко был осуждён на четыре месяца за уклонение от отбывания наказания. После освобождения и окончания контракта с солигорским клубом поддерживал форму в брестском «Динамо».
13 февраля 2015 года подписал контракт с брестчанами. Начало сезона пропустил из-за травмы, а с июня начал появляться на поле, выходя на замену.
В феврале 2016 года подписал соглашение с могилёвским «Днепром». В сезоне 2016 забил голов в 25 матчах Первой лиги. В январе 2017 года покинул клуб, однако позднее вновь присоединился к команде и в феврале подписал новое соглашение. В первом же своём матче 8 апреля против «Витебска» забил гол, который стал для него первым в Высшей лиге с 2013 года. По ходу сезона зачастую появлялся на поле, выходя на замену в конце матча. В июле покинул команду.
С сентября 2017 года до конца сезона выступал за «Оршу». В первой половине 2018 года оставался без команды, в августе присоединился к клубу «Горки», за который сыграл два матча.

### В сборной
Участник молодёжного чемпионата Европы 2009 в Швеции. Вошёл в окончательную заявку молодёжной сборной Беларуси на молодёжный чемпионат Европы 2011 в Дании, но не выступил на турнире из-за травмы. Выступал за олимпийскую сборную Беларуси в товарищеских матчах (на турнире в Тулоне).